# 西樵山抗日阵亡将士暨死难同胞纪念碑
西樵山抗日阵亡将士暨死难同胞纪念碑，位于中国广东省佛山市南海区西樵山，建于1945年，为纪念1938年11月至1939年10月建遇难的抗日军民而建。1994年7月5日，列入南海市文物保护单位；2006年，列入佛山市文物保护单位。
2021年，西樵山开展旅游名片，举办“传承红色基因 弘扬爱国精神”系列活动。